# Zoja Bojić
Zoja Bojić (Beograd, 1963), povjesničarka umjetnosti i novinarka. Diplomirala je u Beogradu povijest umjetnosti i studirala "opću književnost i klasične znanosti". Živjela je u Jugoslaviji, putovala i boravila u zemljama Europe, SAD i Azije. Predavala je na Sveučilištu u Delhiju (Indija) od 1989. do 1993. Od 1994. živi u Sydneyu, u Australiji, gdje je radila kao novinar, kritičar i urednik jugoslavenskih i australskih publikacija na srpskom i   engleskom jeziku i kao predstavnik za tisak Savjeta Australije za umjetnost i ustanove multikulturnih umjetnosti Karnivale. Trenutno radi kao radio-novinar, redovni kritičar "The Canberra Timesa" i stalni suradnik "Australian Art Reviewa". Kandidat je za doktora znanosti na Nacionalnom sveučilistu Australije (ANU). Godine 2003. objavljena je u Rumi njena knjiga "Sunce južnog neba" (232 str.) s podnaslovom "Pogled na umjetnost u Australiji danas".

## Napomena
Kćerka je prevoditeljice Marine Bojić i novinara Mirka Bojića, nekadašnjeg dopisnika iz Indije, a unuka književnika Milana Kašanina. 